# قرار مجلس الأمن التابع للأمم المتحدة رقم 1171
قرار مجلس الأمن التابع للأمم المتحدة رقم 1171، المتخذ بالإجماع في 5 حزيران / يونيو 1998، بعد الإشارة إلى القرارات 1132 (1997) و1156 (1998) و1162 (1998) بشأن الحالة في سيراليون، بموجب الفصل السابع من ميثاق الأمم المتحدة، أنهى المجلس حظر الأسلحة المفروض على حكومة سيراليون.
ورحب مجلس الأمن بالجهود التي تبذلها حكومة سيراليون لاستعادة السلام والأمن في البلاد، بما في ذلك العملية الديمقراطية والمصالحة الوطنية. وشجب مقاومة المتمردين للحكومة وطالبتهم بوضع حد لمقاومتهم وإلقاء أسلحتهم.
بموجب الفصل السابع من ميثاق الأمم المتحدة، أنهى المجلس حظر الأسلحة المفروض على الحكومة. وقرر مواصلة منع بيع الأسلحة والعتاد للقوات غير الحكومية من خلال مطالبة جميع الدول بمواصلة حظر بيع الأسلحة إلى سيراليون إلا من خلال نقاط الدخول المحددة. ولن تنطبق القيود أيضاً على قوة حفظ السلام التابعة للجماعة الاقتصادية لدول غرب أفريقيا أو أفراد الأمم المتحدة.
ثم فرض القرار حظراً على سفر أعضاء قياديين في المجلس العسكري السابق والجبهة الثورية المتحدة. وسيتم إنهاء جميع الإجراءات بمجرد استعادة سلطة حكومة سيراليون في البلاد ونزع سلاح جميع القوات غير الحكومية وتسريحها. وأخيراً، طُلب من الأمين العام تقديم تقرير في غضون ثلاثة وستة أشهر منذ اتخاذ القرار الحالي بشأن الجزاءات والتقدم الذي أحرزته حكومة سيراليون والقوات غير الحكومية.

## روابط خارجية
- نص القرار في undocs.org